# Єжев
Єжев (пол. Jeżew) — село в Польщі, у гміні Задзім Поддембицького повіту Лодзинського воєводства.
Населення — 174 особи (2011).
У 1975-1998 роках село належало до Серадзького воєводства.

## Демографія
Демографічна структура станом на 31 березня 2011 року:
|          | Загалом | Допрацездатний вік | Працездатний вік | Постпрацездатний вік |
| -------- | ------- | ------------------ | ---------------- | -------------------- |
| Чоловіки | 94      | 21                 | 68               | 5                    |
| Жінки    | 80      | 17                 | 49               | 14                   |
| Разом    | 174     | 38                 | 117              | 19                   |